# Brice Samba
Brice Lauriche Samba (ur. 25 kwietnia 1994 w Linzolo) – francuski piłkarz kongijskiego pochodzenia występujący na pozycji bramkarza, reprezentant Francji. Wychowanek Le Havre AC, w trakcie swojej kariery grał także w takich zespołach, jak Olympique Marsylia, AS Nancy, SM Caen oraz Nottingham Forest.